# Liste der Monuments historiques in Arnèke
Die Liste der Monuments historiques in Arnèke führt die Monuments historiques in der französischen Gemeinde Arnèke auf.

## Liste der Bauwerke
| Bezeichnung      | Beschreibung                  | Standort                       | Kennzeichnung | Schutzstatus | Datum | Bild           |
| ---------------- | ----------------------------- | ------------------------------ | ------------- | ------------ | ----- | -------------- |
| Kirche St-Martin | Erbaut im 16./17. Jahrhundert | Place Saint-Gohard (Lage)      | PA59000116    | Inscrit      | 2006  | weitere Bilder |
| Motte            |                               | Ferme des Sept Planètes (Lage) | PA00107348    | Inscrit      | 1980  |                |

## Liste der Objekte

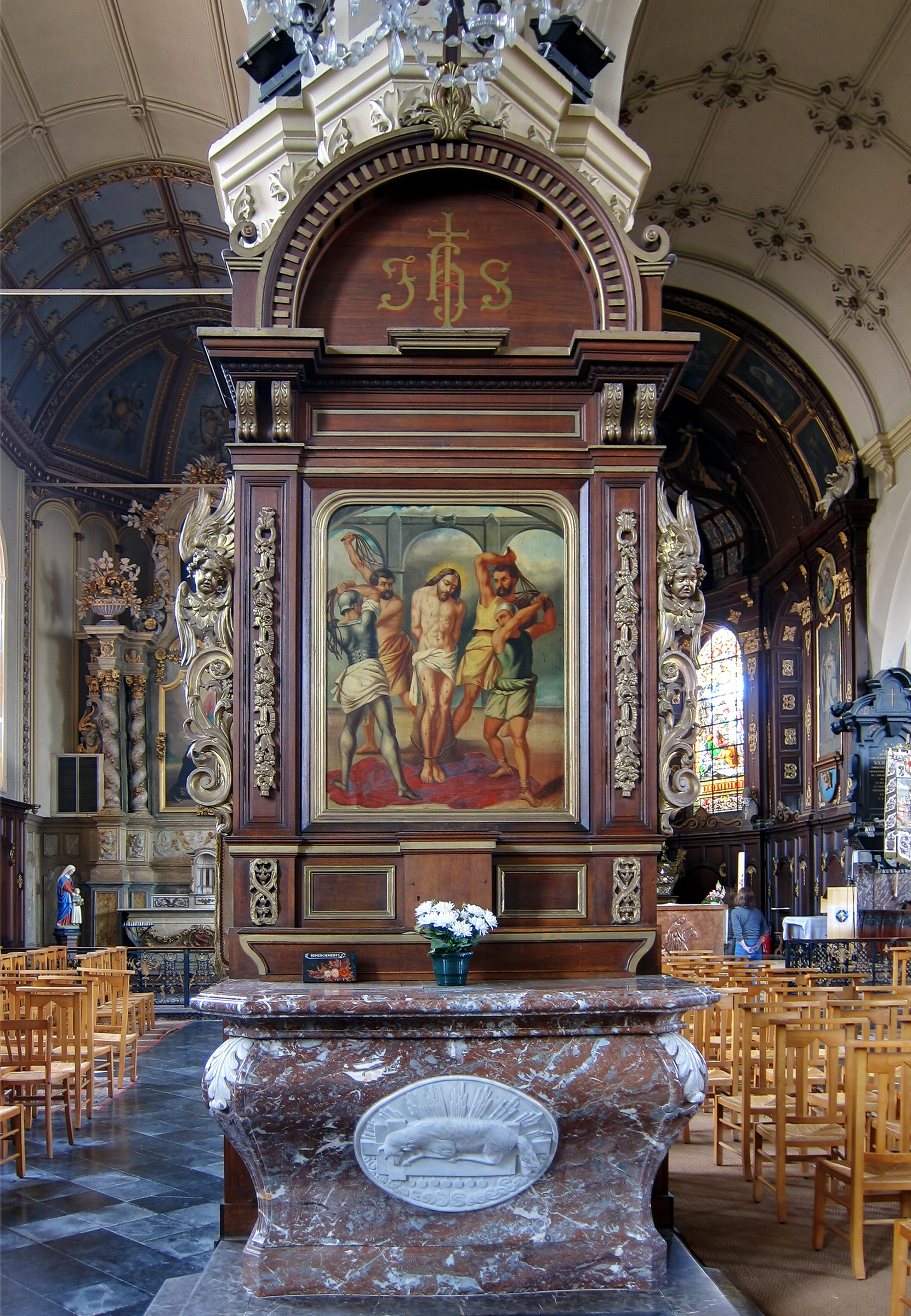
Altar und Retabel in der Kirche St-Martin

- Monuments historiques (Objekte) in Arnèke in der Base Palissy des französischen Kultusministeriums